# Kazachse tenge
De Kazachse tenge is de munteenheid van Kazachstan. Eén tenge is honderd tiyn. De verdeeleenheid wordt door de inflatie echter niet meer gebruikt. De naam tenge is afgeleid van het Oudturkse woord tenkhe, hetgeen "balans" betekent.
De volgende munten worden gebruikt: 1, 2, 5, 10, 20, 50 en 100 tenge. Het papiergeld is beschikbaar in 1, 3, 5, 10, 20, 50, 100, 200, 500, 1000, 2000, 5000 en 10.000 tenge.

## Geschiedenis
De geschiedenis van de munteenheid van Kazachstan is tot de onafhankelijkheid van het land in 1991 vrijwel hetzelfde als de geschiedenis van de munteenheid van Rusland. Tot 1918 werden Russische roebels (RUEP) gebruikt. De tsaristische munteenheid werd toen vervangen door de Sovjet-Russische roebel (RUFS). Door inflatie wisselden enige munten zich af: in 1922 de Russische roebel (RUFR) in een verhouding van 1:10.000, gevolgd door de Sovjet-roebel (SUB) in 1923 in een verhouding van 100:1, de gouden roebel (SUG) in 1924 in een verhouding van 50.000:1, de nieuwe roebel (SUN) in 1947 in een verhouding van 10:1 en de harde roebel (SUR) in een verhouding van 10:1. De laatste munteenheid werd 1:1 vervangen door de Russische roebel (RUR), die in Kazachstan werd gebruikt tot de onafhankelijkheid.
De Kazachse roebel werd ingevoerd in augustus 1993 in een verhouding van 1:1 ten opzichte van de Russische roebel. Al in november 1993 werd de tenge (KZT) ingevoerd in een verhouding van 200:1.
Op 2 september 2013 besloot de centrale bank de waarde van de tenge te koppelen aan een valutamandje. De waarde van dit mandje wordt bepaald door de Amerikaanse dollar, met een gewicht van 70%, de euro (20%) en de Russische roebel (10%). In februari 2014 onderging de tenge een devaluatie van 19% en fluctueert sinds die tijd tussen de 170 en 188 tenge per dollar.
In augustus 2015 besloot de centrale bank de koers van de tenge niet meer te ondersteunen en de wisselkoers vrij te laten bewegen. De koers deprecieerde met ruim 25% naar een niveau van 255 tenge per dollar. De economie lijdt zwaar onder de sterke gedaalde olieprijs op de wereldmarkt en de devaluaties van valuta in omringende landen, waaronder die van de Russische roebel.